# Siegfried Köhler
Siegfried Köhler (nascido em 6 de outubro de 1935) é um ex-ciclista alemão que competiu no ciclismo nos Jogos Olímpicos de Verão de 1960, pela equipe Alemã Unida. Lá, ele conquistou a medalha de prata na perseguição por equipes.